# Planet Megatron
Planet Megatron ist das erste Mixtape des deutschen Rappers RIN. Es erschien am 22. Juni 2018 über Division Recordings.

## Hintergrund
RIN veröffentlichte im September 2017 sein erstes Studioalbum EROS, mit dem er in die Top-10 in Deutschland, Österreich und der Schweiz einsteigen konnte. Ende April 2018 veröffentlichte er mit Nike die erste Single aus seinem ersten Mixtape, welches einen Monat später angekündigt wurde. Anfang Juni erschienen zwei neue Singles: Avirex und Need for Speed. Die vierte und letzte Single, One Night erschien drei Tage vor Mixtaperelase. Schlussendlich erschien Planet Megatron am 22. Juni 2018.

## Titelliste
| Nr.          | Titel                      | Produzent(en)                      | Länge |
| ------------ | -------------------------- | ---------------------------------- | ----- |
| 1.           | Dior 2001                  | Alexis Troy                        | 3:13  |
| 2.           | One Night                  | Jimmy Torrio                       | 2:53  |
| 3.           | Avirex                     | Gunboi, OZ                         | 2:12  |
| 4.           | Need for Speed             | Alexis Troy                        | 3:18  |
| 5.           | Burberry / SuperParisLight | OZ, Nico Chiara, Dez Wright, Nik D | 3:24  |
| 6.           | Oldboy                     | OZ, Nico Chiara, Sixcube           | 2:36  |
| 7.           | Imodj Ladykiller           | OZ                                 | 1:21  |
| 8.           | Nike                       | Jimmy Torrio                       | 2:55  |
| 9.           | Chanel                     | Noiz Mobb                          | 3:06  |
| 10.          | XTC                        | OZ, Minhtendo, Gunboi              | 3:20  |
| 11.          | Swoosh                     | Minhtendo                          | 3:29  |
| 12.          | Outro                      | OZ, Dez Wright                     | 2:12  |
| Gesamtlänge: | Gesamtlänge:               | Gesamtlänge:                       | 34:30 |

## Charts
| Jahr | Titel           | Höchstplatzierung, Gesamtwochen, AuszeichnungChartplatzierungen (Jahr, Titel, Platzierungen, Wochen, Auszeichnungen, Anmerkungen) | Höchstplatzierung, Gesamtwochen, AuszeichnungChartplatzierungen (Jahr, Titel, Platzierungen, Wochen, Auszeichnungen, Anmerkungen) | Höchstplatzierung, Gesamtwochen, AuszeichnungChartplatzierungen (Jahr, Titel, Platzierungen, Wochen, Auszeichnungen, Anmerkungen) | Anmerkungen                         |
| Jahr | Titel           | DE | AT | CH | Anmerkungen                         |
| ---- | --------------- | --- | --- | --- | ----------------------------------- |
| 2018 | Planet Megatron | DE17 (9 Wo.)DE | AT15 (1 Wo.)AT | CH15 (1 Wo.)CH | Erstveröffentlichung: 22. Juni 2018 |